# Ketch
Pour les articles homonymes, voir Ketch (homonymie).

ketch

Un ketch est un voilier à deux mâts et à gréement aurique ou gréement Marconi dont le grand mât est situé à l'avant.

Le plus petit, appelé mât d'artimon, est sur l'arrière mais en avant de la mèche de safran (sans quoi il s'agit d'un yawl et non d'un ketch).

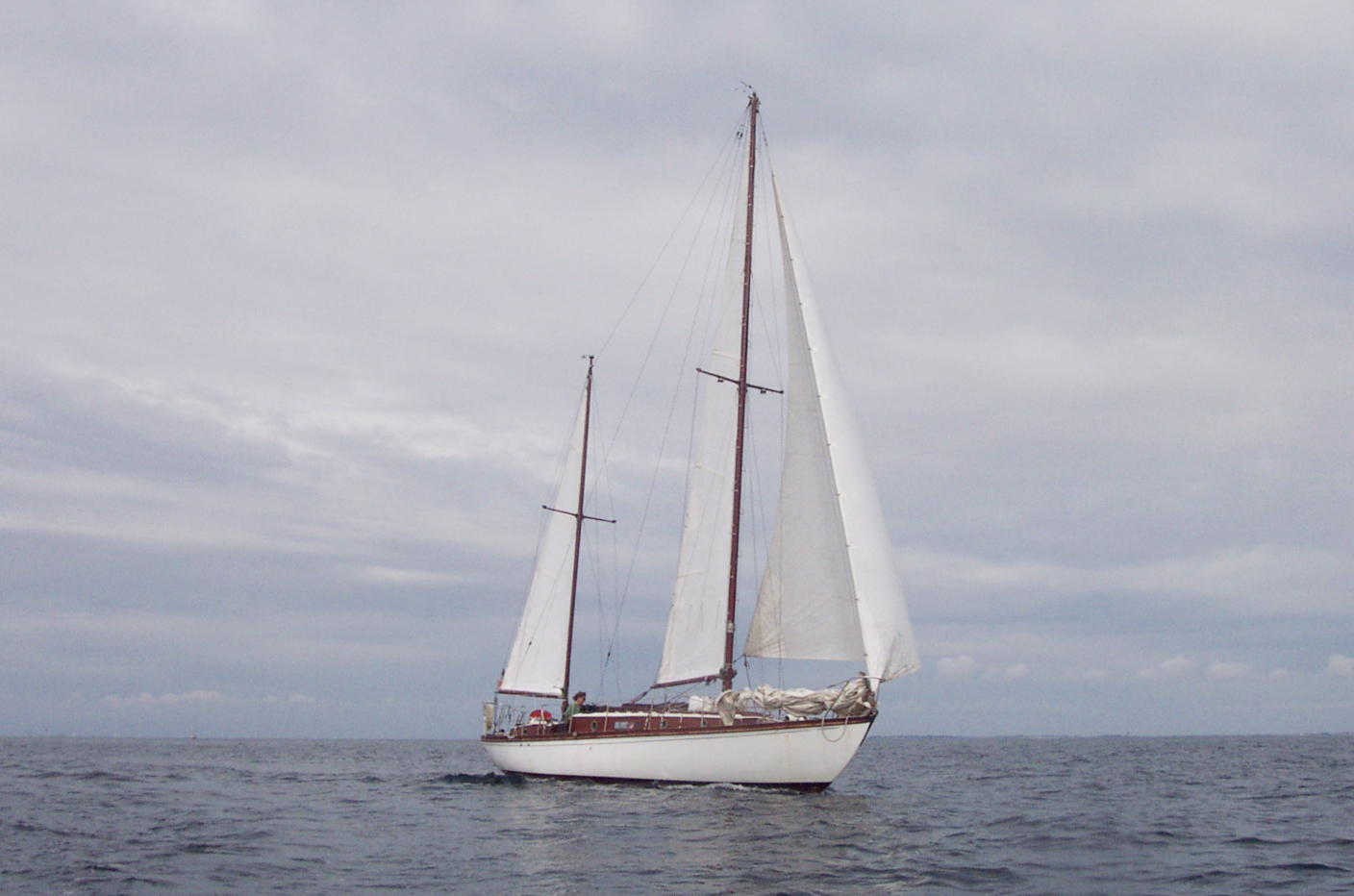
Aquarius, ketch dessiné par Eugène Cornu

## Spécificités
L'intérêt du ketch est la division de la voilure par rapport à un sloop, ce qui permet une plus grande souplesse d'utilisation. Ainsi, par vent frais un bon équilibre sous voile est trouvé en naviguant sous foc et artimon, la grand-voile étant amenée. De même, l'allure de cape est facilitée sous cette configuration. Par contre, le rendement de l'artimon allié à la grand-voile est relativement médiocre aux allures près du vent.

En Europe du Nord et sur de longues distances, le ketch est souvent préféré au sloop, puisque la voile supplémentaire permet un meilleur équilibre, et une voile plus facile à manipuler plus petit. En cas d'augmentation soudaine de la force du vent, un avantage du ketch est que la grand-voile peut être affalée rapidement, ce qui réduit très fortement la voilure tout en laissant les petites voiles pour équilibrer le navire et maintenir la propulsion.

## Typologie de ketch
Les ketchs modernes ont presque exclusivement un gréement bermudien.
Les ketchs anciens pouvaient disposer de flèches ou de huniers. Les ketchs peuvent n'avoir aucune flèche (voile aurique au-dessus des voiles basses), une flèche sur le grand-mât (ketch à flèche) ou un(e) flèche par mât (ketch à double flèche). Comme pour les goélettes, il est possible de rencontrer des huniers (voile carrée) en sommet de mâts. Cette configuration est rare, elle se rencontre sur les ketchs anciens.
Le Mentor est un dériveur école gréé en ketch marconi (gréement bermudien). Le "Tahiti Ketch" (plan ci-dessous) possède un gréement proche d'un gréement bermudien.
|  |  |  |  |  |
|  |  |  |  |  |

Ci-dessous différentes  typologie de gréements pour un ketch

## Comparaison avec les gréements à deux mâts (grand-mât à l'avant)
Le yawl est proche du ketch, la différence est liée à la position de la voile d'artimon par rapport au safran. Dans un ketch, l'artimon est positionné en avant du gouvernail (pour stabiliser et augmenter la surface de voile), dans un yawl, l'artimon est en arrière du gouvernail (pour stabiliser le navire).
Une goélette franche est aussi un voilier à voiles auriques et deux mâts. La différence est la position du grand-mât, situé à l’arrière sur une goélette franche et à l'avant sur un ketch.
|                     | Ketch (ketch à corne s.s.) | Ketch bermudien | Ketch à hunier | Yawl (yawl à corne s.s.) | Yawl bermudien | Yawl | Yawl | Goélette franche                        |
| ------------------- | -------------------------- | --------------- | -------------- | ------------------------ | -------------- | ---- | ---- | --------------------------------------- |
| Schéma du gréement  |                            |                 |                |                          |                |      |      | Goélette ou Goélette franche ("schooner |
| Exemples de navires |                            |                 |                |                          |                |      |      |                                         |

## Historique

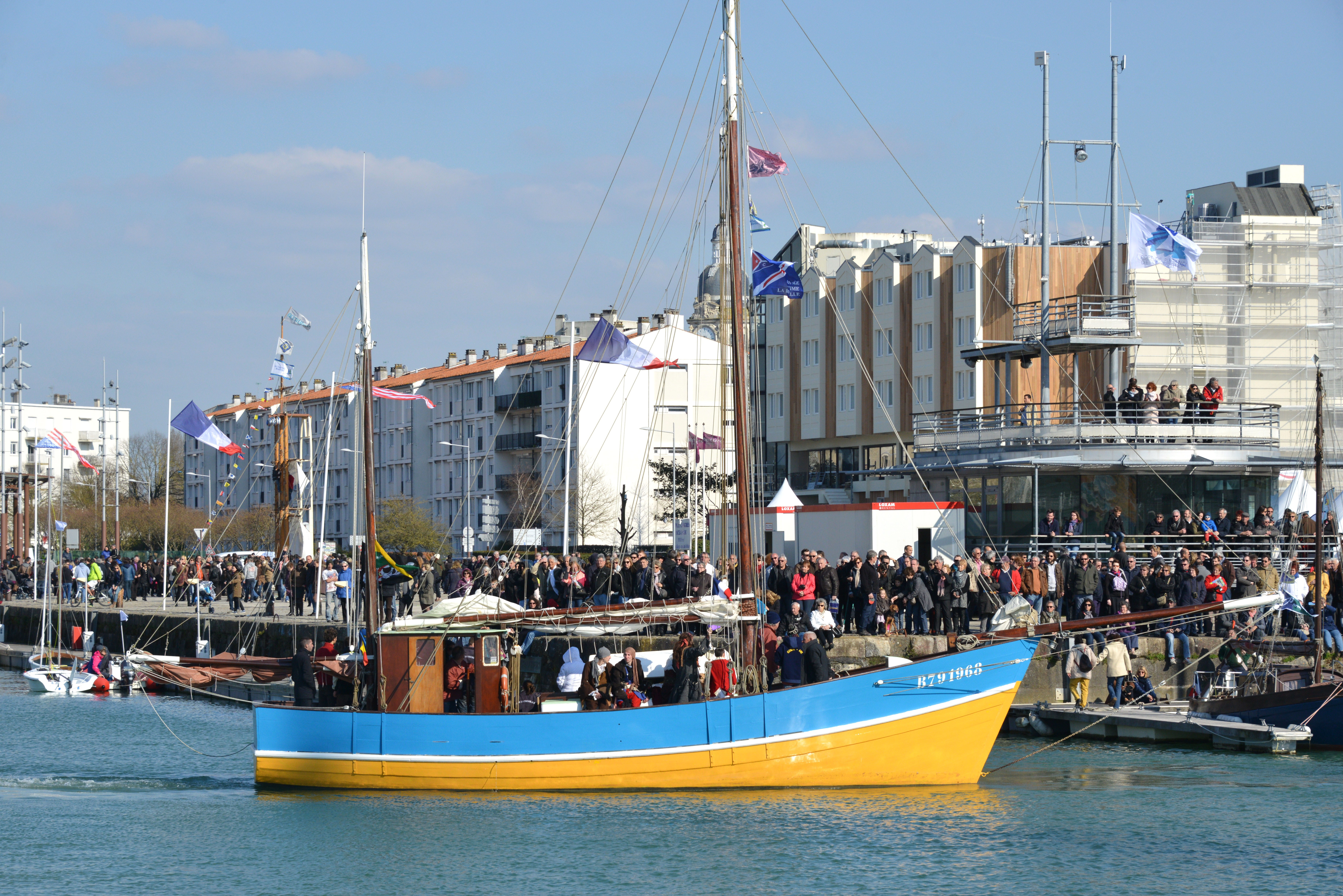
Le ketch de pêche Guide Me dans le « Bassin des Chalutiers » à La Rochelle en avril 2015.

L'utilisation des premiers ketchs remonterait en 1775, où ils étaient utilisés comme navires de guerre par le Sultanat de Mysore pendant le règne d'Haidar Ali. Au cours des XVIIe et XVIIIe siècles, les ketchs aurait été couramment utilisés comme petits navires de guerre, jusqu'à leur remplacement dans ce rôle par les bricks au cours de la dernière partie du XVIIIe siècle. Le ketch a continué à être utilisé comme un bateau spécialisé pour le transport des mortiers lors des guerres napoléoniennes. Dans cet usage, il a été appelé « galiote à bombe ».
Comme pour les autres petits navires à gréement aurique, l'usage historique principal reste la pêche entre le XVIIe et le début du XXe siècle. Puis comme voiliers de plaisance, ce gréement est aujourd'hui très répandu dans les yachts  modernes.

## Étymologie
Le mot « ketch » est emprunté à l'anglais, déformation de catch, lui-même venant du moyen anglais cache, qui vient à son tour du français. Cette configuration de gréement étant très utile pour la manœuvre du navire lors des opérations sur filets.

## Nom des voiles et mâts

### Gréement traditionnel

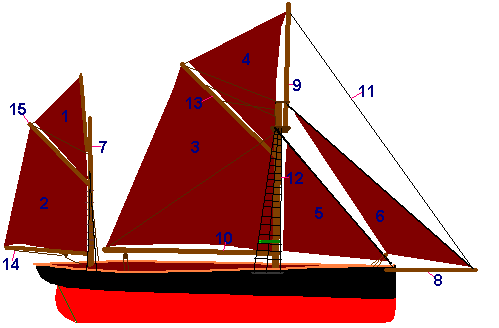
Figure A : Schéma d'un ketch

Le nom des voiles et mâts rencontrés sur un ketch à gréement traditionnel (exemple d'un « ketch à cornes ») sont :
|               | No sur la figure A                       | Mât arrière                              | Mât principal  | Voiles d'avant (focs sensu largo) |
| ------------- | ---------------------------------------- | ---------------------------------------- | -------------- | --------------------------------- |
| Mâts          | 7                                        | Mât d'artimon                            |                |                                   |
| Mâts          | 9                                        |                                          | Grand-mât      |                                   |
| Mâts          | 8                                        |                                          | Mât de beaupré |                                   |
| Voiles        | 2                                        | Voile d'artimon ou artimon ou Brigantine |                |                                   |
| Voiles        | 1                                        | Flèche d'artimon ou "Flèche en cul"      |                |                                   |
| Voiles        | 3                                        |                                          | Grand-voile    |                                   |
| Voiles        | 4                                        | Flèche                                   |                |                                   |
| Voiles (focs) | 5                                        |                                          |                | Trinquette                        |
| Voiles (focs) | 6                                        | Foc                                      |                |                                   |
| Voiles (focs) | Au-dessus du no 6 porté par l'étai no 11 | Clin foc ou Clinfoc ou Foc en l'air      |                |                                   |

Des voiles d'étai entre les mâts sont parfois observés.

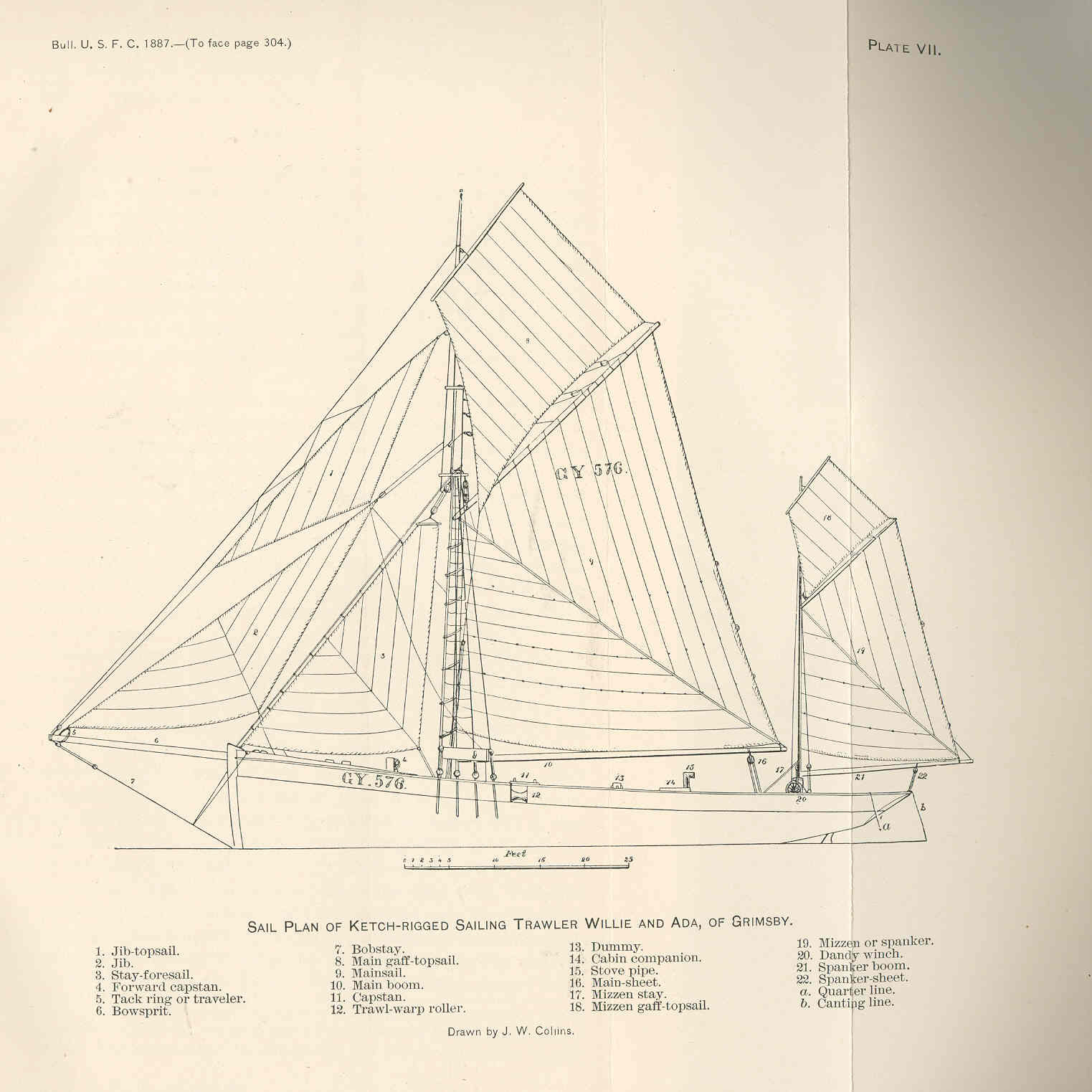
Figure B : Nom des voiles et du reste du gréement sur un ketch (en anglais)

En anglais le mot Mizzen est un faux-ami. Mizzen désigne l'artimon, tandis que mât de misaine se traduit en anglais par Foremast. Les noms des voiles et mâts en anglais sont :
|               | No sur la figure A                       | No sur la figure B | Mât arrière               | Mât principal | Voiles d'avant (focs sensu largo) |
| ------------- | ---------------------------------------- | ------------------ | ------------------------- | ------------- | --------------------------------- |
| Mâts          | 7                                        |                    | Mizzen mast               |               |                                   |
| Mâts          | 9                                        |                    | Main mast                 |               |                                   |
| Mâts          | 8                                        | 6                  |                           | Bowsprit      |                                   |
| Voiles        | 2                                        | 19                 | Mizzen ou Spanker         |               |                                   |
| Voiles        | 1                                        | 18                 | Mizzen gaff topsail       |               |                                   |
| Voiles        | 3                                        | 9                  |                           | Maisail       |                                   |
| Voiles        | 4                                        | 8                  | Main gaff topsail         |               |                                   |
| Voiles (focs) | 5                                        | 3                  |                           |               | Stay foresail ou Staysail         |
| Voiles (focs) | 6                                        | 2                  | Jib                       |               |                                   |
| Voiles (focs) | Au-dessus du no 6 porté par l'étai no 11 | 1                  | Jib topsail ou Flying jib |               |                                   |

### Gréement moderne (bermudien)
Sur les gréements modernes ou gréement bermudien, le nombre de voiles est réduit et la structure du gréement dormant (mâts, vergues, ...) est simplifiée. Ainsi, on n'observe plus de voiles hautes (flèche), ni de mât de beaupré, la forme des voiles est triangulaire, le nombre de focs réduit généralement à un ou deux. Les noms des voiles et mâts rencontrés sur un ketch à gréement bermudien sont :
|               | Mât arrière                | Mât principal | Voiles d'avant (focs sensu largo) |
| ------------- | -------------------------- | ------------- | --------------------------------- |
| Mâts          | Mât d'artimon              |               |                                   |
| Mâts          | Grand-mât                  |               |                                   |
| Voiles        | Voile d'artimon ou artimon |               |                                   |
| Voiles        | Grand-voile                |               |                                   |
| Voiles (focs) |                            |               | (Trinquette) si présent           |
| Voiles (focs) | Foc                        |               |                                   |

## Exemples de navires

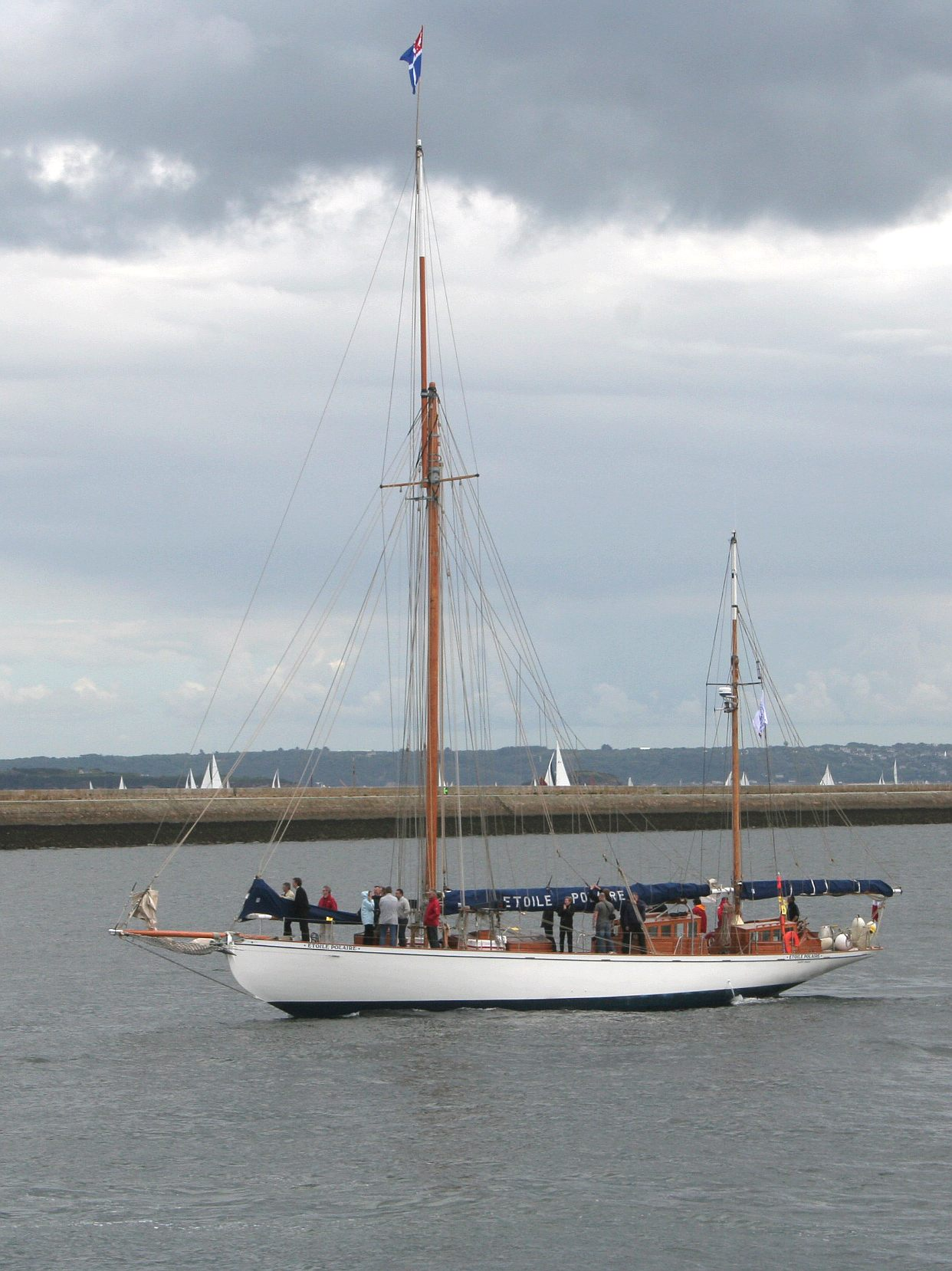
LÉtoile Polaire (Skeaf VII) à Brest

- Le Skeaf VII (1916) est un ketch d'origine allemande
- Le Joshua est un ketch français en acier de Bernard Moitessier construit au chantier Meta de Tarare en 1961
- Le Notre Dame des Flots est un ketch français en bois, construit en 1942 pour la pêche en mer du Nord.
- Le Zénobe Gramme est un ketch belge
- Le Seute Deern II est un ketch allemand
- Le Great Britain II est un ketch britannique ayant participé à cinq Withbread Around the World Race[6]Le Hawaiian Chieftain est un ketch à Hunier

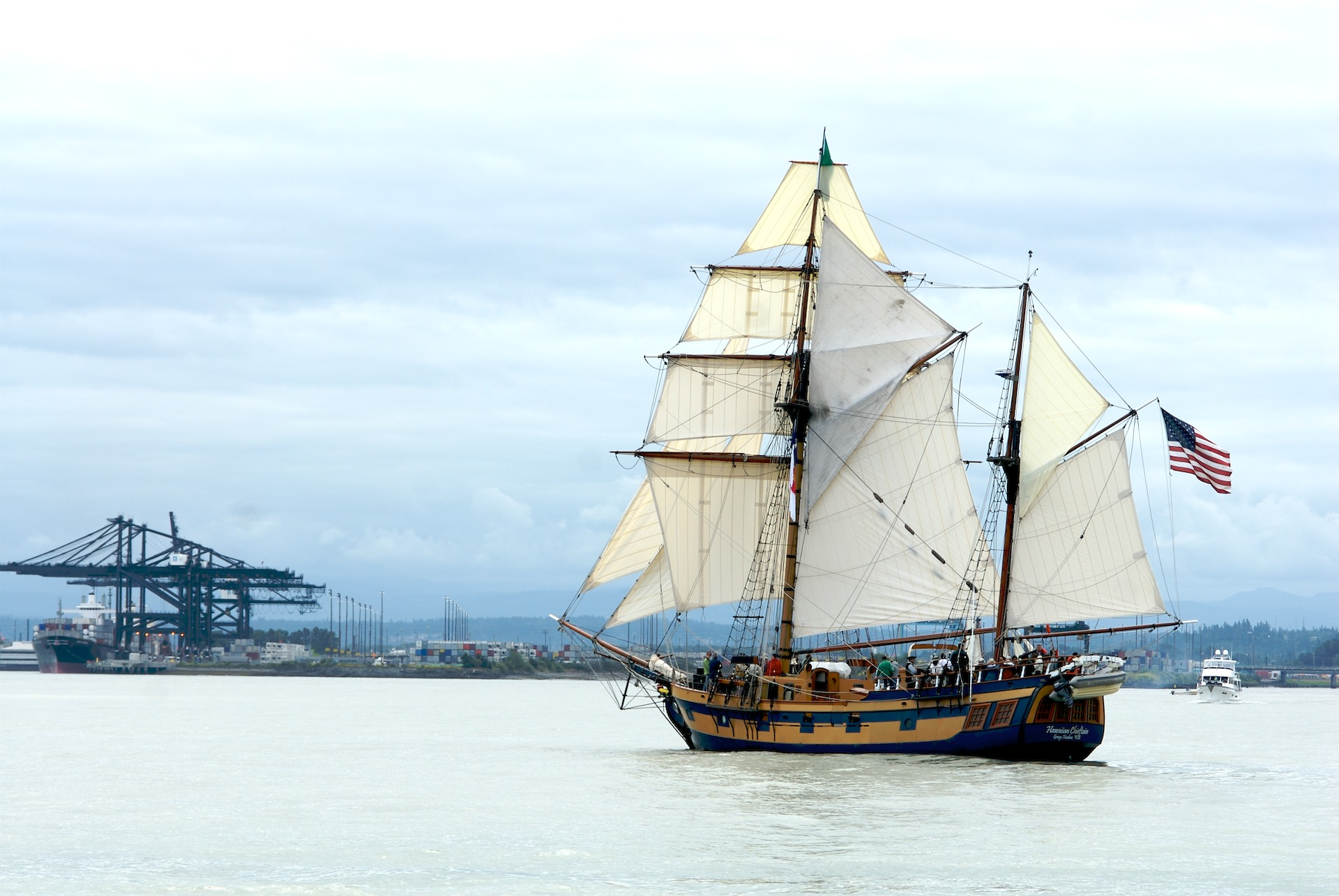
Le Hawaiian Chieftain est un ketch à Hunier

- Le Hawaiian Chieftain (1988) est un ketch hawaïen
- L’Orsa Maggiore est un ketch bermudien
- Le Norda : ketch polonais de 1928.
- L’Esther Jensen (1939) est un ketch néerlandais
- L’Asgard I (1905) est un ketch aurique transféré, en 1979, au Kilmainham Gaol Historical Museum[7].
- L’Arawak est un ketch français, construit aux Sables-d'Olonne en 1954
- Aile Blanche (1939) est un ketch Bermudien construit par Camper & Nicholson, de 30 mètres en cours de restauration au nord Mexique à Ensenada.

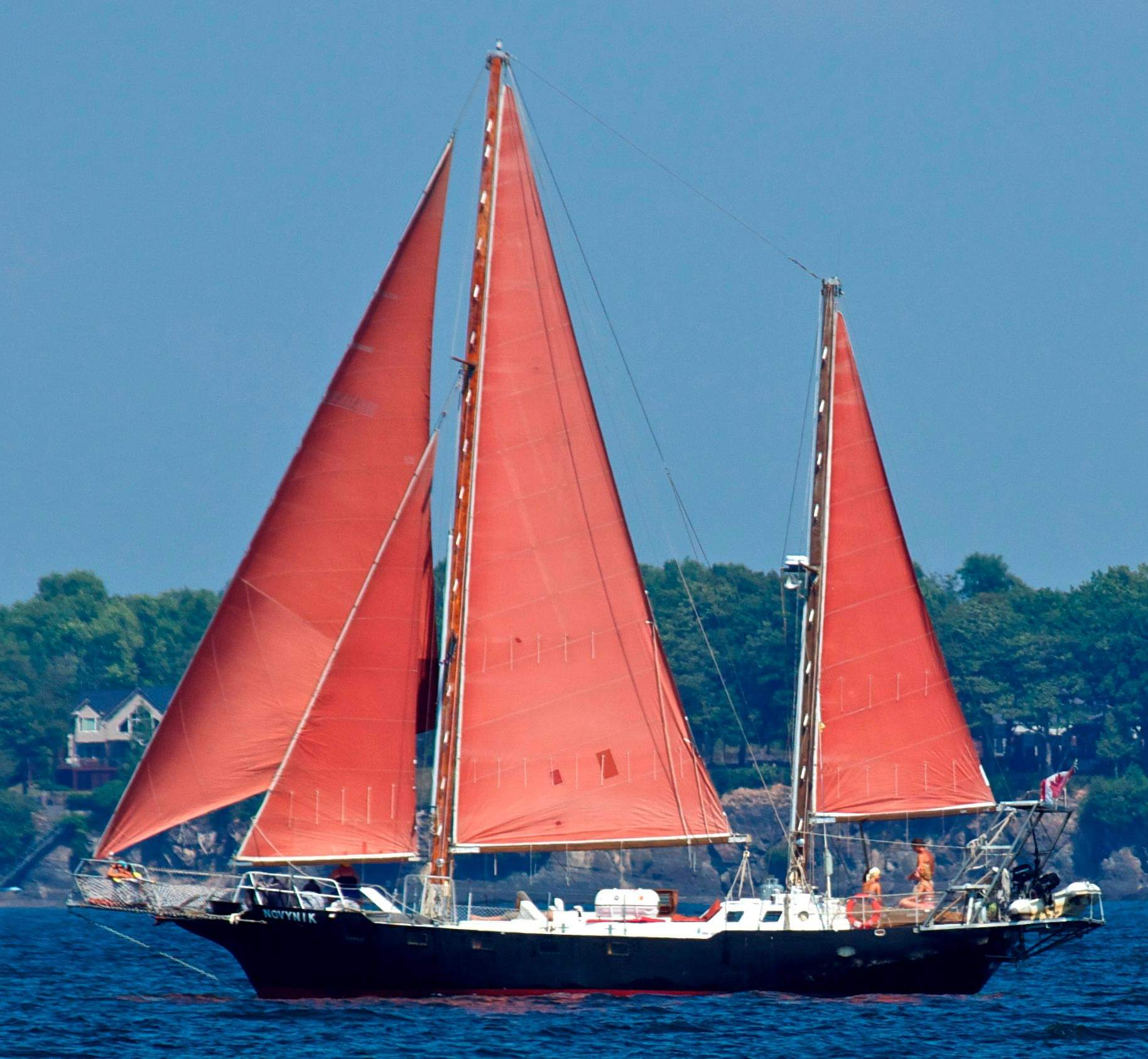
Le Novynik navigant sur le lac Champlain

- Le Novynik est un ketch canadien construit en 1979 par l'ingénieur Yvon Durocher
- L'Aquiarus est un ketch dessiné par Eugène Cornu
- L'Anna-Kristina - Dyrafjeld est un voilier norvégien construit en 1889.Le Pen Duick II sous voiles

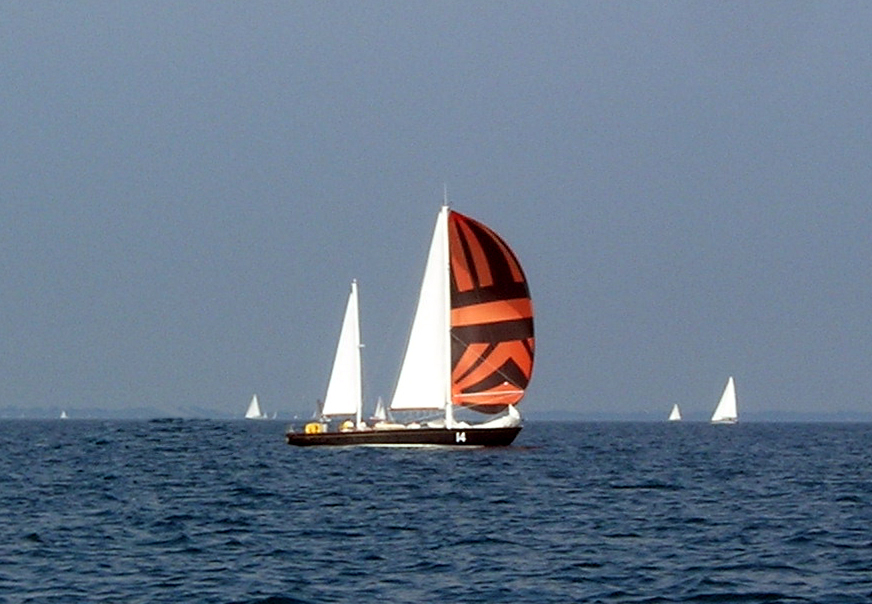
Le Pen Duick II sous voiles

- Pen Duick II est à l'origine un ketch, configuration dans laquelle il fut utilisé par Éric Tabarly lors de sa victoire dans la course transatlantique en solitaire en 1964.
- Pen Duick VI est un ketch français célèbre conçu pour la course autour du monde en escale et en équipage, la Whitbread de 1973, sur lequel Éric Tabarly a remporté la Transat anglaise en solitaire en 1976, après avoir essuyé trois tempêtes.
- Le Vieux Crabe est un ketch français construit à Camaret en 1951, labellisé bateau d'intérêt patrimonial en 2016.
- Wyvern (1897) : ketch aurique norvégien de 18 m construit en 1897. Il a fait naufrage en 2013, renfloué et restauré, il navigue à nouveau.
- Wyvern av Aalesund : ketch aurique norvégien de 24 m construit en 1995, réplique du Wyvern de 1897.
- L'Excelsior : ketch aurique britannique en bois de 31 m de long, construit en 1921 (Lowestoft smack). Il est classé bateau historique depuis 1999 par le National Historic Ships UK.

#### En français
- Parïs Bonnefoux et De Bonnefoux, Dictionaire de marine à voiles, Editions du Layeur, 1999 (réédition d'un ouvrage du 19e siècle), 720 p.
- Collectif, Guides des voiliers : Reconnaître les gréements anciens, Douarnenez, Le Chasse Marée, 1988, 72 p. (ISBN 2-903708-13-4)
- Collectif, Guide des termes de marine : Petit dictionnaire thématique de marine, Le Chasse Marée - Armen, 1997, 136 p. (ISBN 2-903708-72-X)
- Collectif, Guide des gréements : Petite encyclopédie des voiliers anciens, Douarnenez, Le Chasse Marée, 2000, 127 p. (ISBN 2-903708-64-9)
- Collectif, Guide de la manœuvre des petits voiliers traditionnels, Douarnenez, Le Chasse Marée, 2001, 135 p. (ISBN 2-914208-05-7)

#### En anglais
- Gregory O. Jones, The American Sailboat, St. Paul, Minn., MBI Publishing Company, 2002, 192 p. (ISBN 978-0-7603-1002-1, OCLC 49315350, lire en ligne)